# Christiane Stöcker
Christiane Stöcker ist ein ehemaliges deutsches Fotomodell sowie Schönheitskönigin.
Ende 1989 wurde sie als Miss Hessen zur Miss Germany 1989/90 der damaligen Miss Germany Company gewählt.
Am 15. April 1990 wurde ihr bei der Miss Universe in Los Angeles (USA) der Ehrentitel Miss Congeniality verliehen.